# Mombasa Republican Council
Le Mombasa Republican Council (« Conseil républicain de Mombasa »), aussi connu sous l'acronyme MRC est une organisation séparatiste créée en 1999. Son objectif est la constitution d'un État basé sur l'ancien protectorat de la colonie et protectorat du Kenya c'est-à-dire la bande de terre de 10 000 milles longeant l'océan Indien de l'actuel territoire du Kenya.

## Historique
Créé en 1999, le MRC n'est effectivement actif que depuis 2008. Vu le caractère politique du mouvement, les adhérents et les sympathisants sont aussi bien des chrétiens que des musulmans.
Les assassinats débutent en août 2012 avec celui d'un ouléma de la mosquée Masjid Musa de Mombasa et se poursuivent jusqu'au 3 mars 2013. Pendant cette période l'ancienne province de la Côte, et plus particulièrement Mombasa, est le théâtre d'assassinats perpétrés par des membres, ou des sympathisants, du MRC et qui auront comme point final la mort de douze personnes (dont six policiers) tombées dans une embuscade la veille de l'élection générale.
Le gouvernement kényan tente d'organiser une réunion, devant ce tenir le 18 mars 2014, avec 25 membres de l'organisation. Craignant d'être arrêtés, ces derniers ne se présentent pas au lieu et à l'heure fixée.